# ویازوفکا (شهرستان کارماسکالینسکی، باشقیرستان)
ویازوفکا (انگلیسی: Vyazovka, Karmaskalinsky District, Republic of Bashkortostan) یک شهرک در شهرستان کارماسکالینسکی استان باشقیرستان کشور روسیه است.